# 920 Rogeria
För andra betydelser, se Rogeria.
920 Rogeria eller 1919 FT är en asteroid i huvudbältet, som upptäcktes den 1 september 1919 av den tyske astronomen Karl Wilhelm Reinmuth i Heidelberg.
Asteroiden har en diameter på ungefär 26 kilometer.